# Conde de Arrochela
O título de Conde de Arrochela foi criado por decreto de 10 de Novembro de 1852 e por carta de 9 de Janeiro de 1853 da rainha D. Maria II de Portugal a favor de Nicolau de Arrochela Vieira de Almeida Sodré, 1.º conde de Arrochela.

## Titulares
1. Nicolau de Arrochela Vieira de Almeida Sodré, 1.º conde de Arrochela [1]
2. Brites José Arrochela Vieira de Almeida Sodré Pinto de Miranda Montenegro, 2.ª condessa de Arrochela[2]
3. José Martinho de Arrochela Pinto de Lancastre Ferrão, 3.º conde de Arrochela[3][4]
4. Bernardo Norton dos Reis de Arrochela Alegria, 4.º conde de Arrochela

1. ↑  «Guimarães, Apontamentos para a sua História, Padre António José Ferreira Caldas, 2.a Edição, Guimarães, CMG/SMS, 1996, parte I, pp. 198/210» (PDF). csarmento.ominho.pt. Consultado em 5 de setembro de 2023
2. ↑  «"Quem Foi Quem na Toponímia do Município de Castelo de Paiva"». Ruas com história. 28 de março de 2020. Consultado em 5 de setembro de 2023
3. ↑  «"Quem Foi Quem na Toponímia do Município de Castelo de Paiva"». Ruas com história. 28 de março de 2020. Consultado em 5 de setembro de 2023
4. ↑  porfiriocorreia (18 de julho de 2019). «CASTELO DE PAIVA. Notáveis da Minha Terra!». Consultado em 5 de setembro de 2023